# 高州水库
高州水库，又称玉湖，位于中国广东省高州市东北部，始建于1958年5月，竣工于1960年7月，是位于粤西最大河流鉴江的控制性枢纽工程，也是一宗以灌溉、防洪、工业和城市生活供水为主，兼顾发电等综合利用的大型水利枢纽工程。
高州水库库区由良德、石骨两个库区经龙头坳人工开挖渠连通而成，总集雨面积1022平方公里，年均径流14.77亿立方米，原设计总库容11.5亿立方米，加固后库容为12.8亿立方米，水域面积61.83平方公里。高州水库是茂名地区工农业生产和城区居民饮用水的重要水源，被称为茂名的“生命之库”，2004年入选水利部第四批国家水利风景区，被评为“广东十大最美水利工程”。

## 历史
高州水库是广东省最早建成的大型工业供水工程。1956年，国务院决定在茂名市建设年产100万吨页岩焦油的炼油厂。为解决工业用水水源问题，1957年7月20日，国务院批准茂名页岩油厂筹建处关于筹建良德水库的报告，并由国家投资3000万元给地方包干建库，由湛江专署统一指挥，茂名县组织施工力量，1958年5月18日动工，1959年9月24日竣工，1959年10月29日开始蓄水。总投工217万工日，耗资1270万元。库区有主副坝6座，总长533米，最大坝高43.2米。
1958年9月，茂名县委提出利用节余资金1730万元和地方自筹资金1300万元，在鉴江支流曹江河上游、石骨圩下游500米处，多建一座石骨水库，1958年11月开工，1960年7月16日主体工程竣工。库区面积21.06平方公里，总库容4.9亿立方米，正常库容4.61亿立方米。库区有主副坝3座、总长1258米，坝顶高程93.3米，其中主坝高52.3米，长775米，属复合碾压式土坝；副坝2座，均为均质土坝。
1960年5月，在良德和石骨两个水库之间兴建龙头坳连通渠，把两个水库连成一体。1500名民工参加施工，9月底竣工，共完成土方8.4万立方米，石方8700立方米，渠长1400米，渠底高程80米，底宽5米。至此，由良德水库、石骨水库和龙头坳连通渠组成的高州水库建成，历时两年零两个月，自1958年5月起，在高州县境内的大井河、曹江河上游，先后有近10万人开进了工地，开始高州水库的建设，共淹没土地63.00平方公里，其中农田2973.3公顷，1.2万户共61274人因水库建设而搬迁，搬迁房屋68万平方米。

## 管理
高州水库建成投入使用后，1963年6月，湛江专区成立鉴江流域水利工程管理局，统一管理枢纽工程及供水工作，后改为茂名市鉴江流域水利工程管理局，2021年更名为茂名市高州水库管理中心。

## 旅游
2004年，高州水库所在的玉湖风景区入选第四批国家水利风景区。2024年，茂名市玉湖风景区评定为国家AAA级旅游景区。

## 图片

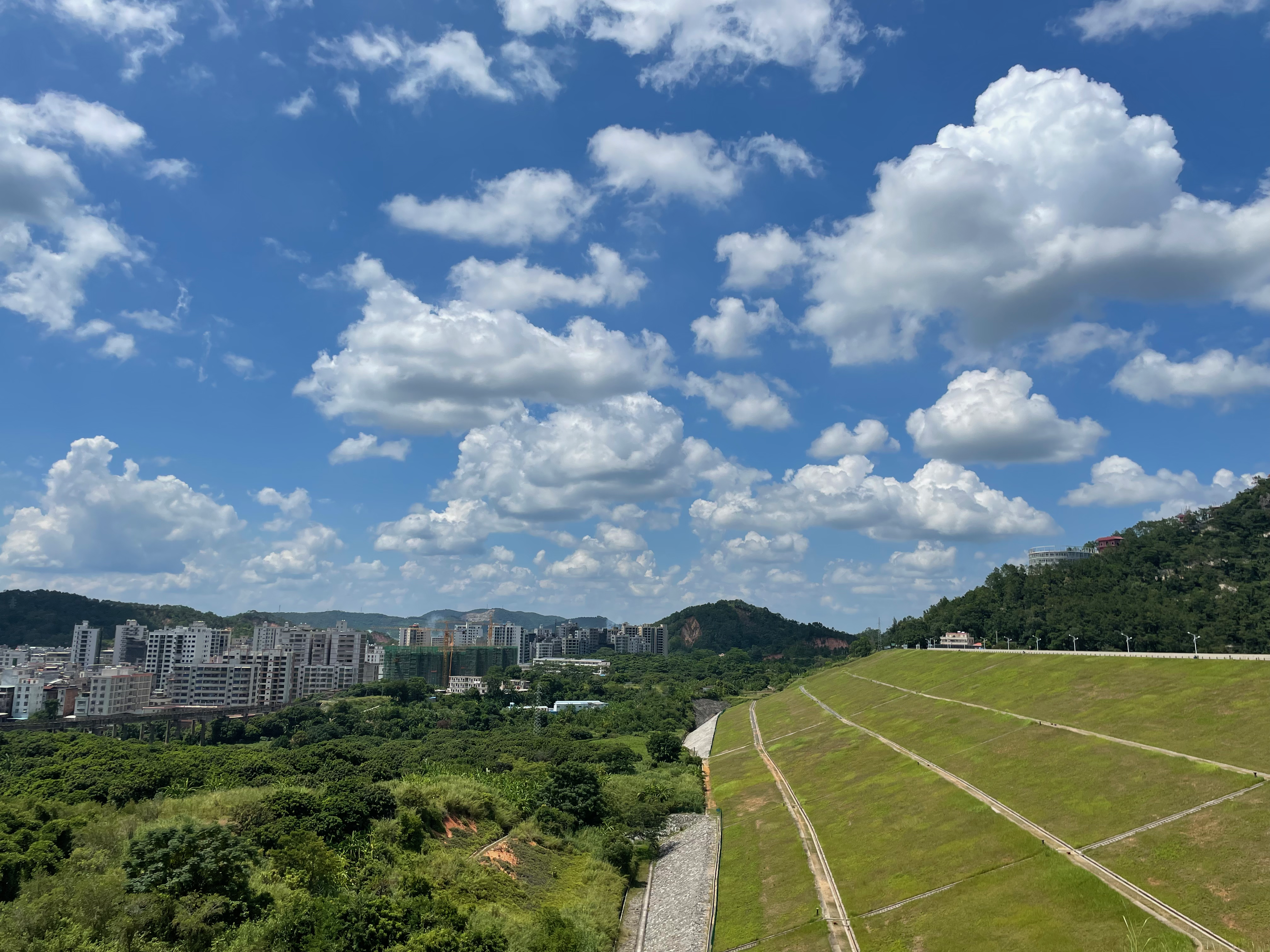
石骨库区大坝
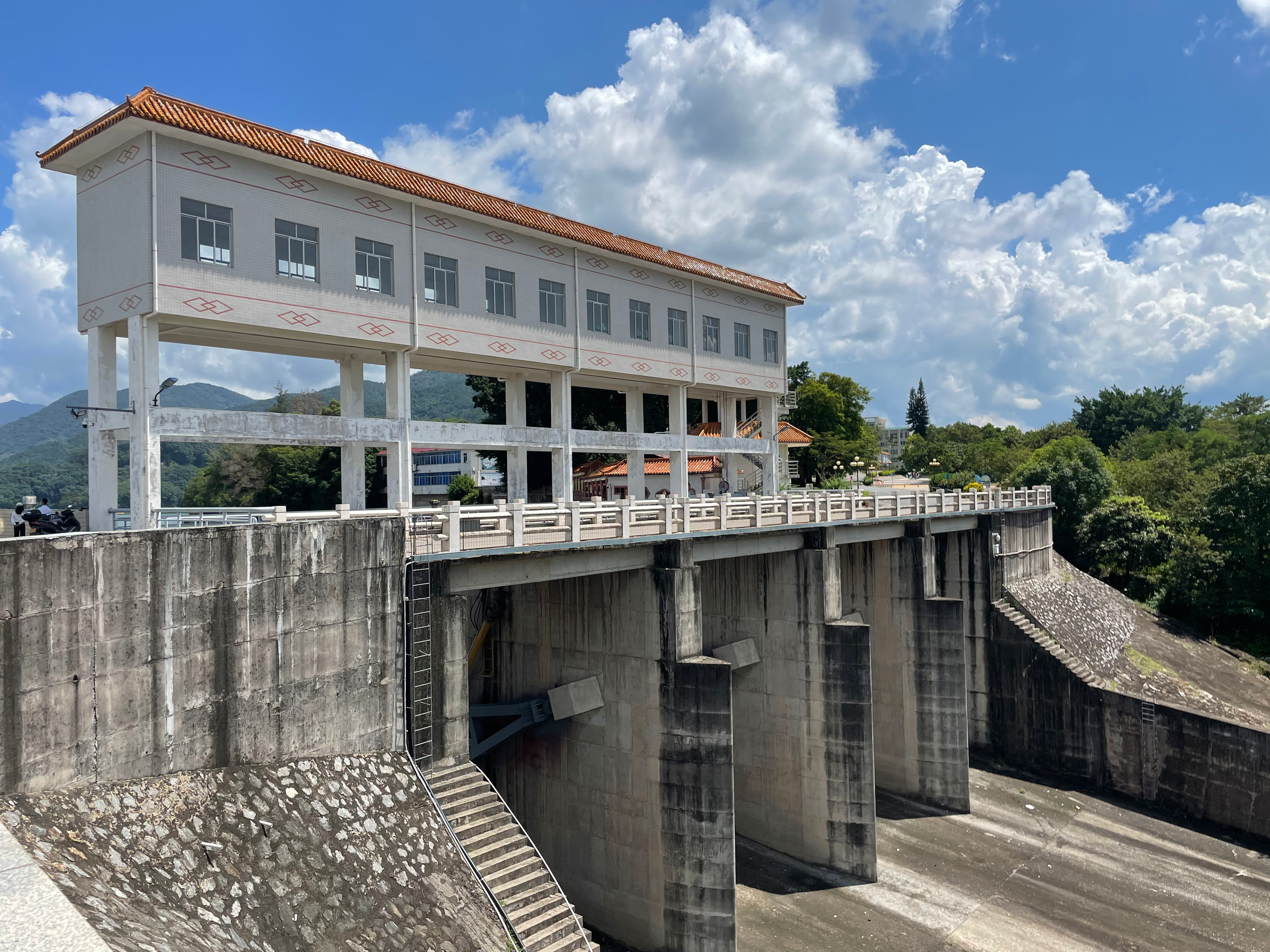
石骨库区溢洪道
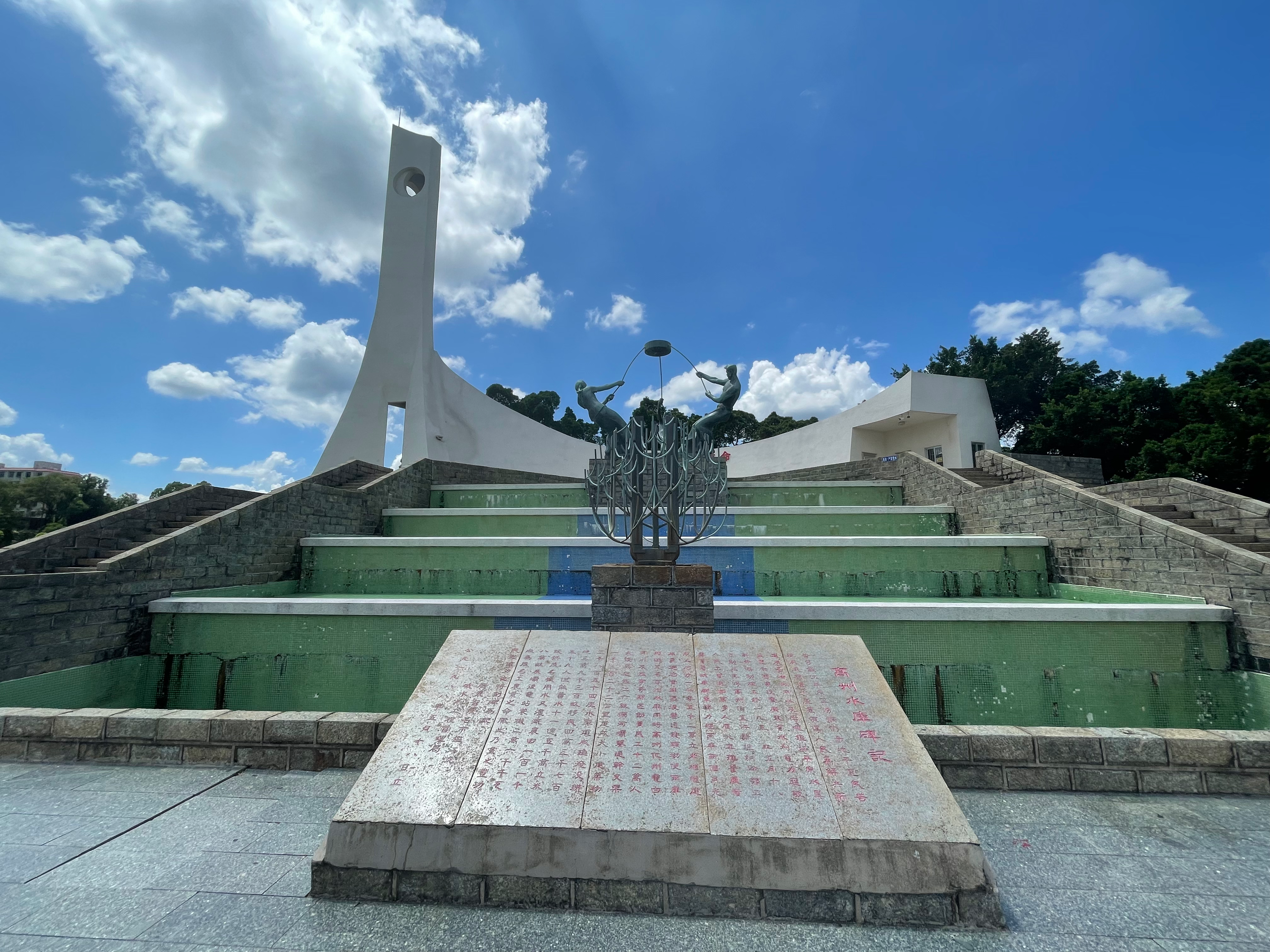
高州水库纪念碑